# 51-я церемония «Грэмми»
51-я ежегодная церемония вручения наград «Грэмми» состоялась 8 февраля 2009 года в 6-й раз подряд в Staples Center (Лос-Анджелес, Калифорния). Награды вручались за записи, сделанные за музыкальный год с 1 октября 2007 по 30 сентября 2008.

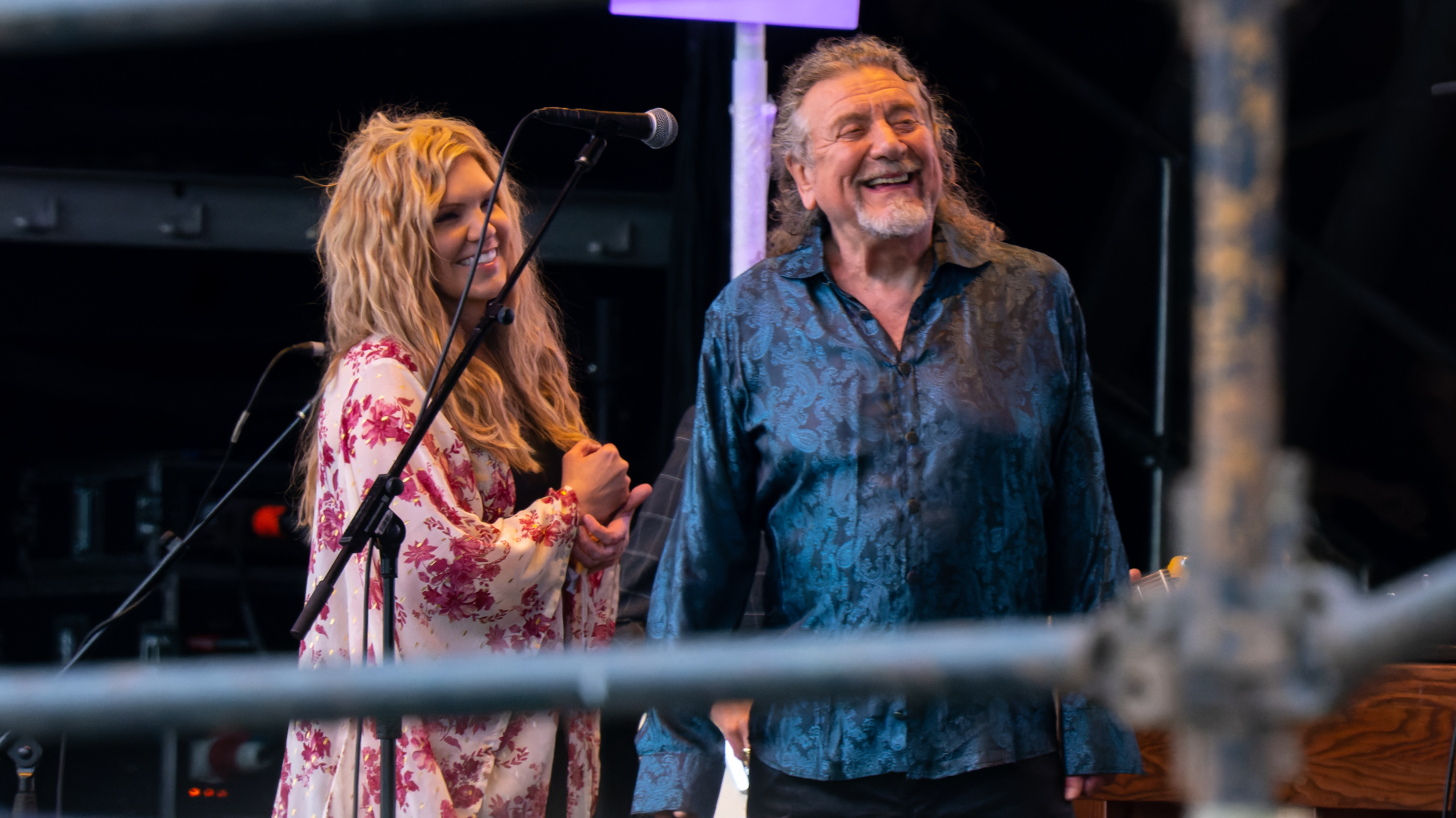
Элисон Краусс и Роберт Плант победили в категориях Лучший альбом и Лучшая запись года: «Raising Sand»

## Церемония награждения

### Выступления
На церемонии выступали:
- U2: Get on Your Boots
- Эл Грин, Джастин Тимберлейк, Кит Урбан, & Boyz II Men: Let’s Stay Together
- Coldplay: Lost? (с участием Jay-Z) & Viva La Vida
- Кэрри Андервуд: Last Name
- Кид Рок: Amen/All Summer Long/Rock N Roll Jesus
- Тейлор Свифт & Майли Сайрус: Fifteen
- Дженнифер Хадсон: You Pulled Me Through
- Jonas Brothers & Стиви Уандер: Burnin' Up/Superstition
- Кэти Перри: I Kissed a Girl
- Эстель и Канье Уэст: American Boy
- Чесни, Кенни: Better as a Memory
- M.I.A., T.I., Jay-Z, Лил Уэйн, & Канье Уэст: Paper Planes/Swagga Like Us
- Пол Маккартни с участием Dave Grohl: I Saw Her Standing There
- Sugarland: Stay
- Адель при участии Jennifer Nettles: Chasing Pavements
- Radiohead с участием University of Southern California Trojan Marching Band: 15 Step
- Lil Wayne & Robin Thicke: Tie My Hands
- Роберт Плант и Элисон Краусс: Rich Woman & Gone, Gone, Gone (Done Moved On)

### Награды вручали
Том ДеЛонг — (Blink 182), Трэвис Баркер — (Blink 182), Марк Хоппус — (Blink 182).

## Номинации и награды
Ниже приведены некоторые номинации и номинанты. Победившие в своих категориях выделены жирным шрифтом.

## Специальные награды

### Персона года «MusiCares»
- Нил Даймонд

### Основная категория

#### Запись года
- «Chasing Pavements» — Адель
  - Eg White, продюсер; Tom Elmhirst & Steve Price, звукоинженеры
- «Viva la Vida» — Coldplay
  - Markus Dravs, Брайан Ино & Rik Simpson, продюсеры; Michael Brauer & Rik Simpson, звукоинженеры
- «Bleeding Love» — Леона Льюис
  - Райан Теддер & Джесси МакКартни, продюсер; Craig Durrance, Phil Tan & Райан Теддер, звукоинженеры
- «Paper Planes» — M.I.A.
  - Diplo, продюсер; Switch, звукоинженер
- «Please Read the Letter» — Роберт Плант и Элисон Краусс
  - Ти Боун Бёрнэт, продюсер; Mike Piersante, звукоинженеры

#### Альбом года
- Viva la Vida or Death and All His Friends — Coldplay
- Tha Carter III — Lil Wayne
- Year of the Gentleman — Ne-Yo
- Raising Sand — Роберт Плант и Элисон Краусс
- In Rainbows — Radiohead

#### Песня года
- «American Boy» — Эстель при участии Канье Уэст
  - Estelle, Keith Harris, Джон Ледженд, Josh Lopez, Caleb Speir, Kweli Washington, Канье Уэст & will.i.am, авторы
- «Chasing Pavements» — Адель
  - Adele & Eg White, авторы
- «I’m Yours» — Джейсон Мраз
  - Jason Mraz, автор
- «Love Song» — Сара Бареллис
  - Сара Бареллис, автор
- «Viva la Vida» — Coldplay
  - Guy Berryman, Jonny Buckland, Will Champion and Chris Martin, авторы

#### Лучший новый исполнитель
- Адель
- Даффи
- Jonas Brothers
- Lady Antebellum
- Джазмин Салливан

### Поп

#### Лучшее женское вокальное поп-исполнение
- «Chasing Pavements» — Адель
- «Love Song» — Сара Бареллис
- «Mercy» — Даффи
- «Bleeding Love» — Леона Льюис
- «I Kissed a Girl» — Кэти Перри
- «So What» — P!nk

#### Лучшее мужское вокальное поп-исполнение
- «Say» — Джон Мейер
- «All Summer Long» — Кид Рок
- «That Was Me» — Пол Маккартни
- «I’m Yours» — Jason Mraz
- «Closer» — Ne-Yo
- «Wichita Lineman» — James Taylor

#### Лучшее вокальное поп-исполнение дуэтом или группой
- «Viva La Vida» — Coldplay
- «Waiting in the Weeds» — Eagles
- «Going On» — Gnarls Barkley
- «Won't Go Home Without You» — Maroon 5
- «Apologize» — OneRepublic

#### Лучшее совместное вокальное поп-исполнение
- «Lesson Learned» — Алишия Киз с участием Джона Мейера
- «4 Minutes» — Мадонна с участием Джастин Тимберлейк & Timbaland
- «Rich Woman» — Роберт Плант и Элисон Краусс
- «If I Never See Your Face Again» — Maroon 5 с участием Рианна
- «No Air» — Jordin Sparks и Крис Браун

#### Лучшее инструментальное поп-исполнение
- «Love Appetite» — Steve Cropper & Felix Cavaliere
- «I Dreamed There Was No War» — Eagles
- «Fortune Teller» — Fourplay
- «Steppin' Out» — Stanley Jordan
- «Blast!» — Marcus Miller

#### Лучший инструментальный поп-альбом
- Sax for Stax — Gerald Albright
- Greatest Hits Rerecorded Volume One — Larry Carlton
- Jingle All the Way — Béla Fleck and the Flecktones
- The Spice of Life — Earl Klugh
- A Night Before Christmas — Spyro Gyra

#### Лучший вокальный поп-альбом
- Detours — Шерил Кроу
- Rockferry — Даффи
- Long Road Out of Eden — Eagles
- Spirit — Леона Льюис
- Covers — Джеймс Тейлор

### Танцевальная музыка

#### Лучшая танцевальная запись
- «Harder, Better, Faster, Stronger (Alive 2007)» — Daft Punk

- «Ready for the Floor» — Hot Chip

- «Just Dance» — Lady Gaga & Colby O' Donis

- «Give It 2 Me» — Мадонна

- «Disturbia» — Рианна

- «Black & Gold» — Sam Sparro

#### Лучший электронный/танцевальный альбом
- Alive 2007 — Daft Punk

- New York City — Brazilian Girls

- Bring Ya to the Brink — Синди Лопер

- X — Кайли Миноуг

- Last Night — Моби

- Robyn — Робин

### Рок

#### Лучшее сольное вокальное рок-исполнение
- «Gravity» — Джон Мейер
- «I Saw Her Standing There» — Пол Маккартни
- «Girls in Their Summer Clothes» — Брюс Спрингстин
- «Rise» — Eddie Vedder
- «No Hidden Path» — Neil Young

#### Лучшее вокальное рок-исполнение дуэтом или группой
- «Rock N Roll Train» — AC/DC
- «Violet Hill» — Coldplay
- «Long Road Out of Eden» — Eagles
- «Sex on Fire» — Kings of Leon
- «House of Cards» — Radiohead

#### Лучшее хард-рок-исполнение
- «Inside the Fire» — Disturbed
- «Visions» — Judas Priest
- «Wax Simulacra» — The Mars Volta
- «Saints of Los Angeles» — Mötley Crüe
- «Lords of Salem» — Rob Zombie

#### Лучшее метал-исполнение
- «Heroes of Our Time» — DragonForce
- «Nostradamus» — Judas Priest
- «My Apocalypse» — Metallica
- «Under My Thumb» — Ministry
- «Psychosocial» — Slipknot

#### Лучшее инструментальное рок-исполнение
- «Castellorizon» — Дэвид Гилмор
- «Suicide & Redemption» — Metallica
- «34 Ghosts IV» — Nine Inch Nails
- «Hope» — Rush
- «Peaches En Regalia» — Zappa Plays Zappa

#### Лучшая рок-песня
- «Girls in Their Summer Clothes» — Брюс Спрингстин
  - Брюс Спрингстин, автор
- «House of Cards» — Radiohead
  - Radiohead, авторы
- «I Will Possess Your Heart» — Death Cab for Cutie
  - Death Cab for Cutie, авторы
- «Sex on Fire» — Kings of Leon
  - Kings of Leon, авторы
- «Violet Hill» — Coldplay
  - Coldplay, авторы

#### Лучший рок-альбом
- Viva la Vida or Death and All His Friends — Coldplay
- Rock N Roll Jesus — Kid Rock
- Only by the Night — Kings of Leon
- Death Magnetic — Metallica
- Consolers of the Lonely — The Raconteurs

### Альтернативная музыка

#### Лучший альтернативный альбом
- Modern Guilt — Бек
- Narrow Stairs — Death Cab for Cutie
- The Odd Couple — Gnarls Barkley
- Evil Urges — My Morning Jacket
- In Rainbows — Radiohead

### R&B

#### Лучшее женское вокальное R&B-исполнение
- «Me, Myself, and I» — Beyoncé Knowles
- «Heaven Sent» — Keyshia Cole
- «Spotlight» — Jennifer Hudson
- «Superwoman» — Алишия Киз
- «Need U Bad» — Jazmine Sullivan

#### Лучшее мужское вокальное R&B-исполнение
- «You’re the Only One» — Eric Benét
- «Take You Down» — Крис Браун
- «Miss Independent» — Ne-Yo
- «Can't Help But Wait» — Trey Songz
- «Here I Stand» — Usher

#### Лучшее вокальное R&B-исполнение дуэтом или группой
- «Stay with Me (By the Sea)» — Эл Грин & Джон Ледженд

#### Лучшее вокальное исполнение традиционного R&B
- «You’ve Got the Love I Need» — Эл Грин & Anthony Hamilton

#### Лучшееурбан/альтернативное исполнение
- «Be OK» — Крисетт Мишель & will.i.am

#### Лучшая R&B-песня
- «Miss Independent» — Ne-Yo

#### Лучший R&B-альбом
- Jennifer Hudson — Дженнифер Хадсон

#### Лучший современный R&B-альбом
- Growing Pains — Мэри Джей Блайдж

### Рэп

#### Лучшее сольное рэп-исполнение
- «Roc Boys (And the Winner Is)...» — Jay-Z
- «A Milli» — Lil Wayne
- «Paris, Tokyo» — Lupe Fiasco
- «N.I.G.G.E.R. (The Slave and the Master)» — Nas
- «Sexual Eruption» — Snoop Dogg

#### Лучший рэп-альбом
- American Gangster — Jay-Z
- 'Tha Carter III — Lil Wayne
- Lupe Fiasco's The Cool — Lupe Fiasco
- Nas (album) — Nas
- Paper Trail — T.I.

### Кантри

#### Лучшее женское вокальное кантри-исполнение
- «For These Times» — Мартина МакБрайд
- «What I Cannot Change» — Лиэнн Раймс
- «Last Name» — Кэрри Андервуд
- «Last Call» — Ли Энн Вумэк
- «This Is Me You're Talking To» — Триша Йервуд

#### Лучшее мужское вокальное кантри-исполнение
- «You're Gonna Miss This» — Трейси Эдкинс
- «In Color» — Джейми Джонсон
- «Just Got Started Lovin' You» — James Otto
- «Letter to Me» — Брэд Пейсли
- «Troubadour» — Джордж Стрейт

#### Лучшее вокальное кантри-исполнение дуэтом или группой
- «Stay» — Sugarland
- «God Must Be Busy» — Brooks & Dunn
- «Love Don't Live Here» — Lady Antebellum
- «Every Day» — Rascal Flatts
- «Blue Side of the Mountain» — The SteelDrivers

#### Лучший кантри-альбом
- That Lonesome Song — Джейми Джонсон
- Sleepless Nights — Patty Loveless
- Troubadour — Джордж Стрейт
- Around the Bend — Рэнди Трэвис
- Heaven, Heartache, and the Power of Love — Триша Йервуд

### New Age

#### Лучший альбом New Age
- Meditations — William Ackerman
- Pathfinder — Will Clipman
- Peace Time — Jack DeJohnette
- Ambrosia — Peter Kater
- The Scent of Light — Ottmar Liebert & Luna Negra

### Джаз

#### Лучший джазовый альбом с вокалом
- Imagina: Songs Of Brasil — Karrin Allyson
- Breakfast On The Morning Tram — Stacey Kent
- If Less Is More...Nothing Is Everything — Kate McGarry
- Loverly — Кассандра Уилсон
- Distances — Norma Winstone

#### Лучшее джазовое инструментальное соло
- Be-Bop — Terence Blanchard (Запись с: Live At The 2007 Monterey Jazz Festival)
- Seven Steps To Heaven — Тиль Брённер (Запись с: The Standard (Take 6))
- Waltz for Debby — Gary Burton & Chick Corea (Запись с: The New Crystal Silence)
- Son of Thirteen — Pat Metheny (Запись с: Day Trip)
- Be-Bop — James Moody (Запись с: Live At The 2007 Monterey Jazz Festival)

### Госпел

#### Лучшее исполнение госпел
- «I Understand» — Kim Burrell, Rance Allen, BeBe Winans, Mariah Carey & Hezekiah Walker's Love Fellowship Tabernacle Church Choir
- «East to West» — Casting Crowns
- «Get Up» — Mary Mary
- «Shall We Gather at the River» — Take 6
- «Waging War» — CeCe Winans

#### Лучшая песня госпел
- «Cover Me» — 21:03 with Fred Hammond, Smokie Norful & J. Moss
  - James L. Moss, автор
- «Get Up» — Mary Mary
  - Warryn Campbell, Eric Dawkins & Mary Mary, авторы
- «Give Me Your Eyes» — Брэндон Хит
  - Brandon Heath & Jason Ingram, авторы
- «Help Me Believe» — Kirk Franklin
  - Kirk Franklin, автор
- «You Reign» — MercyMe
  - Steven Curtis Chapman & MercyMe, авторы